# ديمقراطيون جدد

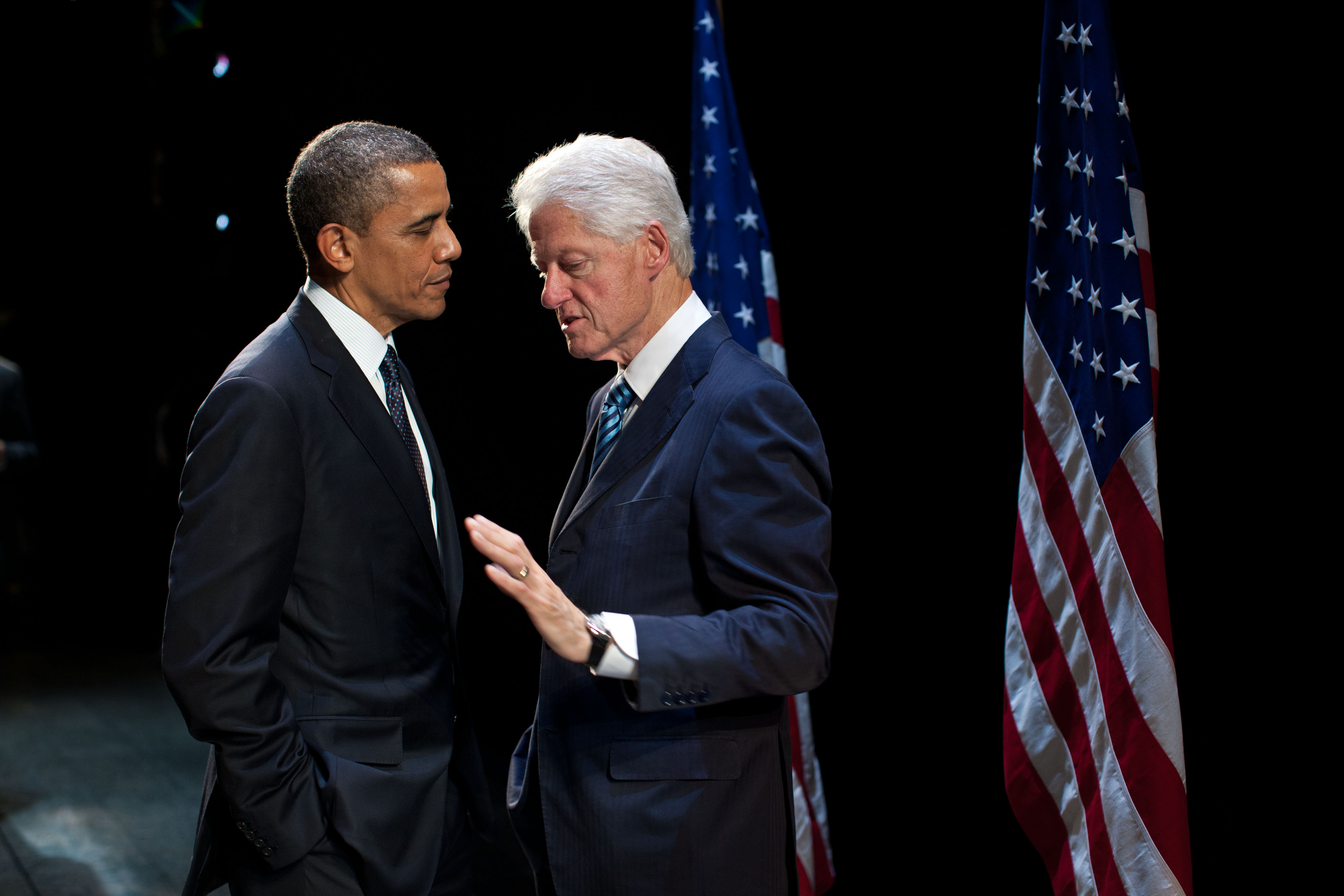
باراك اوباما و بيل كلينتون

الديمقراطيون الجُّدد (بالانجليزية: New Democrats) والمعروفون أيضًا باسم الديمقراطيون الوسطيون (بالانجليزية: Centrist Democrats) أو ديمقراطيو كلينتون (بالانجليزية: Clinton Democrats) أو الديمقراطيون المعتدلون (بالانجليزية: Moderate Democrats)، هم فصيل أيديولوجي وسطي داخل الحزب الديمقراطي في الولايات المتحدة. وبوصفهم فصيل الطرف الخارجي من الحزب، فإنهم يدعمون حركة الليبرالية الثقافية لكنهم يتبعون سياسة مالية محافظة ومعتدلة. هيمن الديمقراطيون الجُّدد على الحزب منذ أواخر الثمانينيات وحتى منتصف عام 2010.

## التاريخ

### المنشأ
بعد الانتصار الساحق للحزب الجمهوري تحت قيادة رونالد ريغان في مطلع الثمانينيات، بدأت مجموعة من الديمقراطيين البارزين بالاعتقاد بأن حزبهم بعيد عن أي نجاح إذ أنه يحتاج إلى عملية تحوّل جذري في السياسة الاقتصادية ومبادئ الحوكمة العامة. أُسّس مجلس القيادة القطرية (دي إل سي) عام 1985 من قِبَل آل فروم إلى جانب مجموعة من السياسيين والاستراتيجيين من ذوي الأهداف المتشابهة. وقد دعوا إلى اتباع نهج سياسي متمثل بالطرف الخارجي باعتباره وسيلة فعّالة لتحقيق نجاحات انتخابية مشابهة لما حققتها مواقف رونالد ريغان السياسية.
أدّت الهزيمة في الانتخابات الرئاسية عام 1984 إلى دفع الديمقراطيين الوسطيين إلى العمل بشكل أوسع وتم تشكيل مجلس القيادة القطرية (دي إل سي). وقد لعب مجلس القيادة القطرية، باعتباره منظمة حزبية غير رسمية، دورًا حاسمًا في نقل سياسات الحزب الديمقراطي إلى مركز الطيف السياسي الأمريكي. شارك سياسيون ديمقراطيون بارزون مثل أعضاء مجلس الشيوخ من بينهم، آل جور وجو بايدن (كلاهما بمنصب نائب الرئيس، وبايدن لمنصب الرئيس في المستقبل) في شؤون المجلس قبل ترشيحهما لانتخابات الحزب الديمقراطي في عام 1988. غير أن مجلس القيادة القطرية لم يرغب في أن يكون الحزب الديمقراطي «مجرد موقف وسطي». وبدلًا من ذلك، صاغ المجلس أفكاره على أنها أفكارًا «تقدمية» وبالتالي فإنه يشكل «طرف خارجي» لمعالجة المشاكل الجديدة. يمكن الاطلاع على أمثلة لمبادرات السياسة العامة للمجلس في كتاب قرارات الاختيار الأمريكية الجديدة.
على الرغم من أن المصطلح قد استُخدم من قِبَل مجموعة تقدمية إصلاحية، بما في ذلك غاري هارت ويوجين مكارثي في عام 1989، إلا أن المصطلح قد أصبح مرتبطًا بسياسة نيو أورليانز ديكلاريشن وسياسات مجلس القيادة القطرية الذي أعاد تسمية مجلته نصف الشهرية من ذا مينستريم ديموكرات إلى ذا نيو ديموكرات في عام 1990. عندما استقال بيل كلينتون من منصبه كرئيس لمجلس القيادة القطرية آنذاك بهدف الترشح للانتخابات الرئاسية الأمريكية عام 1992، قدَّم نفسه على أنه ديمقراطي جديد.

### الموجة الأولى
كانت الموجة الأولى من الديمقراطيين الجّثدد خلا فترة الثمانينات وحتى التسعينات مشابهة جدًا لحركة الديمقراطيين الجنوبيين وائتلاف الكلب الأزرق. كان آل فورم، مؤسس مجلس القيادة القطرية ورئيسه حتى عام 2009، موظفًا لدى ممثل ولاية لويزيانا الرسمي جيلز ويليام لونغ. وكان من بين رؤساء المجلس السيناتور عن ولاية تينيسي آل جور، وحاكم ولاية أركنساس بيل كلينتون. سعى ديمقراطيو الموجة الأولى إلى الحصول على أصوات الطبقة العاملة من البيض الديمقراطيين التابعين لرونالد ريغان.
في التسعينات، تحولت الحركة الديمقراطية الجديدة عن الديمقراطيين الجنوبيين والغربيين وانتقلت إلى الشمال الشرقي. في الانتخابات الرئاسية الأمريكية لعام 1992، انتُخب كلينتون لمنصب الرئيس رقم الثاني والأربعين للولايات المتحدة، منهيًا بذلك اثني عشر عامًا من الهيمنة الجمهورية. لكن انتخابات عام 1994 في الولايات المتحدة منحت الجمهوريين السيطرة على مجلسي النواب والشيوخ، الأمر الذي أدَّى إلى القضاء الفعلي على التمثيل الديمقراطي في الجنوب والغرب.